# Toni Šunjić
Toni Šunjić (Mostar, 15 dicembre 1988) è un calciatore bosniaco, difensore dello Zrinjski Mostar.

## Caratteristiche tecniche
Gioca come difensore centrale molto forte fisicamente è abile nel gioco aereo.

## Carriera

### Club
Cresciuto nelle giovanili del Zrinjski Mostar passa poi in prima squadra.
Nell'estate del 2010 viene ceduto ai belgi del Kortrijk con un prestito oneroso fissato a 50000 €.
Il 17 gennaio 2012 è ceduto a titolo definitivo agli ucraini dello Zorja, in cambio di 90000 €.
Il 9 luglio 2014 passa ai russi del Kuban' dove firma un contratto triennale.
Il 27 agosto 2015 si trasferisce ai tedeschi dello Stoccarda.
Il 20 gennaio 2017 passa al Palermo in prestito con diritto di riscatto.
Il 1⁰ luglio 2017, sarà acquistato per 700.000 euro dalla Dinamo Mosca. Il giocatore, disputerà 4 stagioni ottime con il club russo, disputando 77 gare e segnando 5 reti.
Il 15 settembre 2020, il difensore bosniaco sarà acquistato per 350.000 euro dal Beijing Guoan, ma egli sarà ceduto di nuovo, dopo nemmeno 2 settimane, all'Henan Songshan Longmen che, dopo aver convinto le aspettative, sarà riscattato per 2,4 milioni di euro.

### Nazionale
Il 15 agosto 2012 esordisce con la nazionale bosniaca entrando al minuto 71 al posto di Boris Pandža, in un'amichevole giocata contro il Galles.

## Statistiche

### Presenze e reti nei club
Statistiche aggiornate al 13 settembre 2020.
| Stagione               | Squadra                | Campionato             | Campionato | Campionato | Coppe nazionali | Coppe nazionali | Coppe nazionali | Coppe continentali | Coppe continentali | Coppe continentali | Altre coppe | Altre coppe | Altre coppe | Totale | Totale |
| Stagione               | Squadra                | Comp                   | Pres       | Reti       | Comp            | Pres            | Reti            | Comp               | Pres               | Reti               | Comp        | Pres        | Reti        | Pres   | Reti   |
| ---------------------- | ---------------------- | ---------------------- | ---------- | ---------- | --------------- | --------------- | --------------- | ------------------ | ------------------ | ------------------ | ----------- | ----------- | ----------- | ------ | ------ |
| 2007-2008              | Zrinjski Mostar        | PL                     | 7          | 0          | CBH             | 0               | 0               | CU                 | 1                  | 0                  | -           | -           | -           | 8      | 0      |
| 2008-2009              | Zrinjski Mostar        | PL                     | 22         | 1          | CBH             | 0               | 0               | CU                 | 4                  | 1                  | -           | -           | -           | 26     | 2      |
| 2009-2010              | Zrinjski Mostar        | PL                     | 28         | 0          | CBH             | 0               | 0               | UCL                | 2                  | 0                  | -           | -           | -           | 30     | 0      |
| lug.-ago.2010          | Zrinjski Mostar        | PL                     | 5          | 0          | CBH             | 0               | 0               | UEL                | 6                  | 1                  | -           | -           | -           | 11     | 1      |
| set.2010-2011          | Kortrijk               | PL                     | 15         | 0          | CB              | 1               | 0               | -                  | -                  | -                  | -           | -           | -           | 16     | 0      |
| 2011-gen.2012          | Zrinjski Mostar        | PL                     | 12         | 0          | CBH             | 3               | 1               | -                  | -                  | -                  | -           | -           | -           | 15     | 1      |
| Totale Zrinjski Mostar | Totale Zrinjski Mostar | Totale Zrinjski Mostar | 74         | 1          |                 | 3               | 1               |                    | 13                 | 2                  |             | -           | -           | 90     | 4      |
| gen.giu.2012           | Zorja                  | PL                     | 10         | 0          | KU              | 1               | 0               | -                  | -                  | -                  | -           | -           | -           | 11     | 0      |
| 2012-2013              | Zorja                  | PL                     | 28         | 0          | KU              | 1               | 0               | -                  | -                  | -                  | -           | -           | -           | 29     | 0      |
| 2013-2014              | Zorja                  | PL                     | 25         | 0          | KU              | 1               | 0               | -                  | -                  | -                  | -           | -           | -           | 26     | 0      |
| Totale Zorja           | Totale Zorja           | Totale Zorja           | 63         | 0          |                 | 3               | 0               |                    | -                  | -                  |             | -           | -           | 66     | 0      |
| 2014-2015              | Kuban'                 | PL                     | 22         | 1          | KU              | 4               | 2               | -                  | -                  | -                  | -           | -           | -           | 26     | 3      |
| lug.-ago. 2015         | Kuban'                 | PL                     | 6          | 0          | KU              | 0               | 0               | -                  | -                  | -                  | -           | -           | -           | 6      | 0      |
| Totale Kuban Krasnodar | Totale Kuban Krasnodar | Totale Kuban Krasnodar | 28         | 1          |                 | 4               | 2               |                    | -                  | -                  |             | -           | -           | 32     | 3      |
| sett. 2015-2016        | Stoccarda              | BL                     | 19         | 1          | DP              | 3               | 1               | -                  | -                  | -                  | -           | -           | -           | 22     | 2      |
| 2016-gen.2017          | Stoccarda              | 2BL                    | 10         | 2          | DP              | 2               | 0               | -                  | -                  | -                  | -           | -           | -           | 12     | 2      |
| Totale Stoccarda       | Totale Stoccarda       | Totale Stoccarda       | 29         | 3          |                 | 5               | 1               |                    | -                  | -                  |             | -           | -           | 34     | 4      |
| gen.-giu. 2017         | Palermo                | A                      | 7          | 0          | CI              | -               | -               | -                  | -                  | -                  | -           | -           | -           | 7      | 0      |
| 2017-2018              | Dinamo Mosca           | PL                     | 27         | 3          | CR              | 1               | 0               | -                  | -                  | -                  | -           | -           | -           | 28     | 3      |
| 2018-2019              | Dinamo Mosca           | PL                     | 29         | 1          | CR              | 1               | 0               | -                  | -                  | -                  | -           | -           | -           | 30     | 1      |
| 2019-2020              | Dinamo Mosca           | PL                     | 19         | 0          | CR              | 0               | 0               | -                  | -                  | -                  | -           | -           | -           | 19     | 0      |
| lug-set 2020           | Dinamo Mosca           | PL                     | 2          | 1          | CR              | 0               | 0               | -                  | -                  | -                  | -           | -           | -           | 2      | 1      |
| Totale Dinamo Mosca    | Totale Dinamo Mosca    | Totale Dinamo Mosca    | 77         | 5          |                 | 2               | 0               |                    | -                  | -                  |             | -           | -           | 79     | 5      |
| Totale carriera        | Totale carriera        | Totale carriera        | 293        | 10         |                 | 18              | 4               |                    | 13                 | 2                  |             | -           | -           | 384    | 16     |

### Cronologia presenze e reti in nazionale
| Cronologia completa delle presenze e delle reti in nazionale ― Bosnia ed Erzegovina | Cronologia completa delle presenze e delle reti in nazionale ― Bosnia ed Erzegovina | Cronologia completa delle presenze e delle reti in nazionale ― Bosnia ed Erzegovina | Cronologia completa delle presenze e delle reti in nazionale ― Bosnia ed Erzegovina | Cronologia completa delle presenze e delle reti in nazionale ― Bosnia ed Erzegovina | Cronologia completa delle presenze e delle reti in nazionale ― Bosnia ed Erzegovina | Cronologia completa delle presenze e delle reti in nazionale ― Bosnia ed Erzegovina | Cronologia completa delle presenze e delle reti in nazionale ― Bosnia ed Erzegovina |
| Data                                                                                | Città                                                                               | In casa                                                                             | Risultato                                                                           | Ospiti                                                                              | Competizione                                                                        | Reti                                                                                | Note                                                                                |
| ----------------------------------------------------------------------------------- | ----------------------------------------------------------------------------------- | ----------------------------------------------------------------------------------- | ----------------------------------------------------------------------------------- | ----------------------------------------------------------------------------------- | ----------------------------------------------------------------------------------- | ----------------------------------------------------------------------------------- | ----------------------------------------------------------------------------------- |
| 15-8-2012                                                                           | Llanelli                                                                            | Galles                                                                              | 0 – 2                                                                               | Bosnia ed Erzegovina                                                                | Amichevole                                                                          | -                                                                                   | 71’                                                                                 |
| 7-9-2012                                                                            | Vaduz                                                                               | Liechtenstein                                                                       | 1 – 8                                                                               | Bosnia ed Erzegovina                                                                | Qual. Mondiali 2014                                                                 | -                                                                                   |                                                                                     |
| 11-9-2012                                                                           | Zenica                                                                              | Bosnia ed Erzegovina                                                                | 4 – 1                                                                               | Lettonia                                                                            | Qual. Mondiali 2014                                                                 | -                                                                                   | 90’                                                                                 |
| 14-8-2013                                                                           | Sarajevo                                                                            | Bosnia ed Erzegovina                                                                | 3 – 4                                                                               | Stati Uniti                                                                         | Amichevole                                                                          | -                                                                                   | 46’                                                                                 |
| 19-11-2013                                                                          | St. Louis                                                                           | Argentina                                                                           | 2 – 0                                                                               | Bosnia ed Erzegovina                                                                | Amichevole                                                                          | -                                                                                   | 73’                                                                                 |
| 1-6-2014                                                                            | St. Louis                                                                           | Bosnia ed Erzegovina                                                                | 2 – 1                                                                               | Costa d'Avorio                                                                      | Amichevole                                                                          | -                                                                                   |                                                                                     |
| 4-6-2014                                                                            | Chicago                                                                             | Bosnia ed Erzegovina                                                                | 1 – 0                                                                               | Messico                                                                             | Amichevole                                                                          | -                                                                                   | 46’                                                                                 |
| 4-9-2014                                                                            | Tuzla                                                                               | Bosnia ed Erzegovina                                                                | 3 – 0                                                                               | Liechtenstein                                                                       | Amichevole                                                                          | -                                                                                   |                                                                                     |
| 22-6-2014                                                                           | Cuiabá                                                                              | Nigeria                                                                             | 1 – 0                                                                               | Bosnia ed Erzegovina                                                                | Mondiali 2014 - 1º turno                                                            | -                                                                                   |                                                                                     |
| 25-6-2014                                                                           | Salvador                                                                            | Bosnia ed Erzegovina                                                                | 3 – 1                                                                               | Iran                                                                                | Mondiali 2014 - 1º turno                                                            | -                                                                                   |                                                                                     |
| 9-9-2014                                                                            | Zenica                                                                              | Bosnia ed Erzegovina                                                                | 1 – 2                                                                               | Cipro                                                                               | Qual. Euro 2016                                                                     | -                                                                                   |                                                                                     |
| 10-10-2014                                                                          | Cardiff                                                                             | Galles                                                                              | 0 – 0                                                                               | Bosnia ed Erzegovina                                                                | Qual. Euro 2016                                                                     | -                                                                                   |                                                                                     |
| 13-10-2014                                                                          | Zenica                                                                              | Bosnia ed Erzegovina                                                                | 1 – 1                                                                               | Belgio                                                                              | Qual. Euro 2016                                                                     | -                                                                                   |                                                                                     |
| 16-11-2014                                                                          | Haifa                                                                               | Israele                                                                             | 3 – 0                                                                               | Bosnia ed Erzegovina                                                                | Qual. Euro 2016                                                                     | -                                                                                   | 48’                                                                                 |
| 31-3-2015                                                                           | Vienna                                                                              | Austria                                                                             | 1 – 1                                                                               | Bosnia ed Erzegovina                                                                | Amichevole                                                                          | -                                                                                   | 46’                                                                                 |
| 3-9-2015                                                                            | Bruxelles                                                                           | Belgio                                                                              | 3 – 1                                                                               | Bosnia ed Erzegovina                                                                | Qual. Euro 2016                                                                     | -                                                                                   | 77’ - 56’                                                                           |
| 6-9-2015                                                                            | Zenica                                                                              | Bosnia ed Erzegovina                                                                | 3 – 0                                                                               | Andorra                                                                             | Qual. Euro 2016                                                                     | -                                                                                   |                                                                                     |
| 10-10-2015                                                                          | Zenica                                                                              | Bosnia ed Erzegovina                                                                | 2 – 0                                                                               | Galles                                                                              | Qual. Euro 2016                                                                     | -                                                                                   | 85’                                                                                 |
| 13-10-2015                                                                          | Nicosia                                                                             | Cipro                                                                               | 2 – 3                                                                               | Bosnia ed Erzegovina                                                                | Qual. Euro 2016                                                                     | -                                                                                   |                                                                                     |
| 13-11-2015                                                                          | Zenica                                                                              | Bosnia ed Erzegovina                                                                | 1 – 1                                                                               | Irlanda                                                                             | Qual. Euro 2016                                                                     | -                                                                                   |                                                                                     |
| 25-3-2016                                                                           | Lussemburgo                                                                         | Lussemburgo                                                                         | 0 – 3                                                                               | Bosnia ed Erzegovina                                                                | Amichevole                                                                          | -                                                                                   |                                                                                     |
| 3-6-2016                                                                            | Toyota                                                                              | Bosnia ed Erzegovina                                                                | 2 – 2 (4 – 3 dtr)                                                                   | Danimarca                                                                           | Kirin Cup                                                                           | -                                                                                   |                                                                                     |
| 7-6-2016                                                                            | Suita                                                                               | Giappone                                                                            | 1 – 2                                                                               | Bosnia ed Erzegovina                                                                | Kirin Cup                                                                           | -                                                                                   |                                                                                     |
| 10-10-2016                                                                          | Zenica                                                                              | Bosnia ed Erzegovina                                                                | 2 – 0                                                                               | Cipro                                                                               | Qual. Mondiali 2018                                                                 | -                                                                                   |                                                                                     |
| 13-11-2016                                                                          | Atene                                                                               | Grecia                                                                              | 1 – 1                                                                               | Bosnia ed Erzegovina                                                                | Qual. Mondiali 2018                                                                 | -                                                                                   | 70’                                                                                 |
| 28-3-2017                                                                           | Scutari                                                                             | Albania                                                                             | 1 – 2                                                                               | Bosnia ed Erzegovina                                                                | Amichevole                                                                          | -                                                                                   |                                                                                     |
| 9-6-2017                                                                            | Zenica                                                                              | Bosnia ed Erzegovina                                                                | 0 – 0                                                                               | Grecia                                                                              | Qual. Mondiali 2018                                                                 | -                                                                                   | 69’                                                                                 |
| 31-8-2017                                                                           | Nicosia                                                                             | Cipro                                                                               | 3 – 2                                                                               | Bosnia ed Erzegovina                                                                | Qual. Mondiali 2018                                                                 | 1                                                                                   |                                                                                     |
| 7-10-2017                                                                           | Sarajevo                                                                            | Bosnia ed Erzegovina                                                                | 3 – 4                                                                               | Belgio                                                                              | Qual. Mondiali 2018                                                                 | -                                                                                   |                                                                                     |
| 23-3-2018                                                                           | Sofia                                                                               | Bulgaria                                                                            | 0 – 1                                                                               | Bosnia ed Erzegovina                                                                | Amichevole                                                                          | -                                                                                   | 90+2’                                                                               |
| 27-3-2018                                                                           | Le Havre                                                                            | Senegal                                                                             | 0 – 0                                                                               | Bosnia ed Erzegovina                                                                | Amichevole                                                                          | -                                                                                   |                                                                                     |
| 28-5-2018                                                                           | Zenica                                                                              | Bosnia ed Erzegovina                                                                | 0 – 0                                                                               | Montenegro                                                                          | Amichevole                                                                          | -                                                                                   | 78’                                                                                 |
| 1-6-2018                                                                            | Jeonju                                                                              | Corea del Sud                                                                       | 1 – 3                                                                               | Bosnia ed Erzegovina                                                                | Amichevole                                                                          | -                                                                                   |                                                                                     |
| 8-9-2018                                                                            | Belfast                                                                             | Irlanda del Nord                                                                    | 1 – 2                                                                               | Bosnia ed Erzegovina                                                                | UEFA Nations League 2018-2019 - 1º turno                                            | -                                                                                   |                                                                                     |
| 11-9-2018                                                                           | Zenica                                                                              | Bosnia ed Erzegovina                                                                | 1 – 0                                                                               | Austria                                                                             | UEFA Nations League 2018-2019 - 1º turno                                            | -                                                                                   |                                                                                     |
| 15-10-2018                                                                          | Sarajevo                                                                            | Bosnia ed Erzegovina                                                                | 2 – 0                                                                               | Irlanda del Nord                                                                    | UEFA Nations League 2018-2019 - 1º turno                                            | -                                                                                   |                                                                                     |
| 15-11-2018                                                                          | Vienna                                                                              | Austria                                                                             | 0 – 0                                                                               | Bosnia ed Erzegovina                                                                | UEFA Nations League 2018-2019 - 1º turno                                            | -                                                                                   |                                                                                     |
| 26-3-2019                                                                           | Zenica                                                                              | Bosnia ed Erzegovina                                                                | 2 – 2                                                                               | Grecia                                                                              | Qual. Euro 2020                                                                     | -                                                                                   |                                                                                     |
| 8-6-2019                                                                            | Tampere                                                                             | Finlandia                                                                           | 2 – 0                                                                               | Bosnia ed Erzegovina                                                                | Qual. Euro 2020                                                                     | -                                                                                   |                                                                                     |
| 5-9-2019                                                                            | Zenica                                                                              | Bosnia ed Erzegovina                                                                | 5 – 0                                                                               | Liechtenstein                                                                       | Qual. Euro 2020                                                                     | -                                                                                   | 25’                                                                                 |
| 4-9-2020                                                                            | Firenze                                                                             | Italia                                                                              | 1 – 1                                                                               | Bosnia ed Erzegovina                                                                | UEFA Nations League 2020-2021 - 1º turno                                            | -                                                                                   |                                                                                     |
| Totale                                                                              |                                                                                     | Presenze                                                                            | 41                                                                                  |                                                                                     | Reti                                                                                | 1                                                                                   |                                                                                     |

## Palmarès

### Club

#### Competizioni nazionali
- Coppa di Bosnia: 1

Zrinjski Mostar: 2007-2008
- Campionato bosniaco: 2

Zrinjski Mostar: 2008-2009, 2024-2025